# گراهام کنیان
گراهام کنیان (انگلیسی: J. Graham Kenion؛ ۳۰ ژوئیه ۱۸۷۱ – ۲۲ آوریل ۱۹۴۲) قایقران قایق بادبانی اهل بریتانیا بود.